# Гемптон (вулкан)
Гемптон (англ. Mount Hampton) — щитовий вулкан один із п'яти найбільших вулканів гірського масиву Виконавчого комітету, висотою 3323 м, (за іншими даними 3325 м), в Землі Мері Берд на північно-західному узбережжі Антарктиди, приблизно за 60 км на північ від найвищого вулкана Антарктики — Сідлей (4181 м).

## Відкриття і дослідження

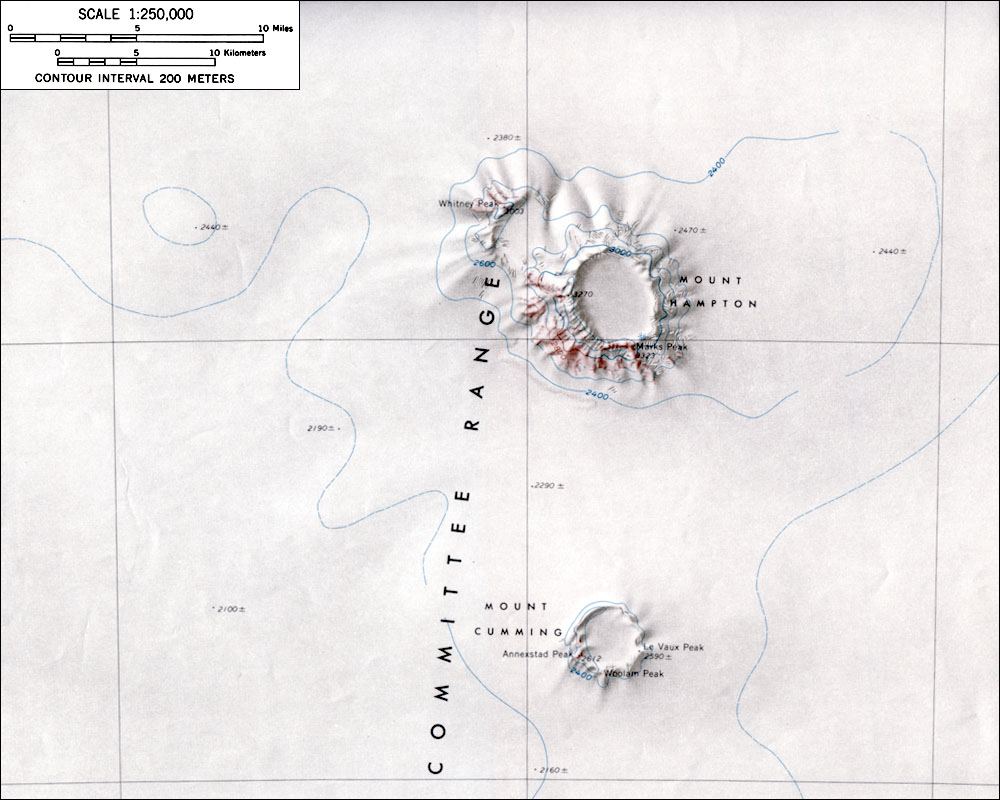
Топографічна мапа вулканів Гемптон і Каммінґ (масштаб 1:250,000)

Вулкан був відкритий 15 грудня 1940 року, під час проведення дослідницьких робіт на виконання «Антарктичної програми США» (USAP) і названий на честь Рута Гемптона, члена виконавчого комітету USAP.
У 1958–1960 роках Геологічною службою США (USGS) і ВМС США, було здійснене ґрунтовне обстеження вулкана, з виконанням ряду фотознімків.
Вершина вулкана Гемптон увінчана овальною, майже ідеальної форми, кальдерою розмірами 5х6 км. По краю кальдери є кілька великих конічних веж із льоду, які, вважається, є залишками веж фумарольного льоду, аналогічних тим, що в даний час присутні на діючих вулканах Еребус і Берлін. Ці ознаки свідчать про недавню геологічну активність, незважаючи на солідний вік вулкана, понад 11 мільйонів років. Майже вся поверхня вулкана вкрита товстим шаром снігу і льоду, за винятком вершини висотою до 900 м.
За 20 км на південь розташований значно нижчий, вулканічний конус гори Каммінґ (76°40′ пд. ш. 125°48′ зх. д. / 76.667° пд. ш. 125.800° зх. д.), висотою 2590 м, з кальдерою діаметром до 4 км і, повністю вкритою товстим шаром криги.